# Teufelsberg (Berlijn)
De Teufelsberg (Duits voor Duivelsberg) is een kunstmatige heuvel in Berlijn in Duitsland, gelegen in het voormalige West-Berlijn in het noorden van het Grunewald. De heuvel torent circa 80 meter uit boven het Teltow plateau en rijst 120,1 meter boven de zeespiegel uit. De heuvel is vernoemd naar de Teufelssee (Duivelsmeer) dat net iets zuidelijker is gelegen. De heuvel  bestaat uit puin en bedekt een nooit door de nazi's voltooid militair-technisch college (Wehrtechnische Fakultät). Tijdens de Koude Oorlog was er een Amerikaans afluisterstation, Field Station Berlin (FSB), op de heuvel. De locatie van dit voormalige station is omheind en is in handen van een organisatie die entree vraagt om het te kunnen bezoeken.

## Geschiedenis
De heuvel is over een periode van twintig jaar, door de geallieerden, na de Tweede Wereldoorlog gebouwd in Berlijn. Voor de bouw werd gebruik gemaakt van 75 miljoen m³ puin uit Berlijn dat was verwoest door de bombardementen. De heuvel is hoger dan de hoogste natuurlijke berg in de regio Berlijn, de Kreuzberg.
De Teufelsberg is niet de enige Trümmerberg, er zijn meer van dergelijke heuvels in Duitsland en andere steden in Europa die door oorlogen zijn verwoest. Onder de heuvel ligt een onvoltooide militair-technische school van de nazi’s, ontworpen door Albert Speer. De geallieerden hebben gepoogd de school op te blazen, maar het geheel was zo sterk dat men besloot om het te begraven.

### Afluisterstation

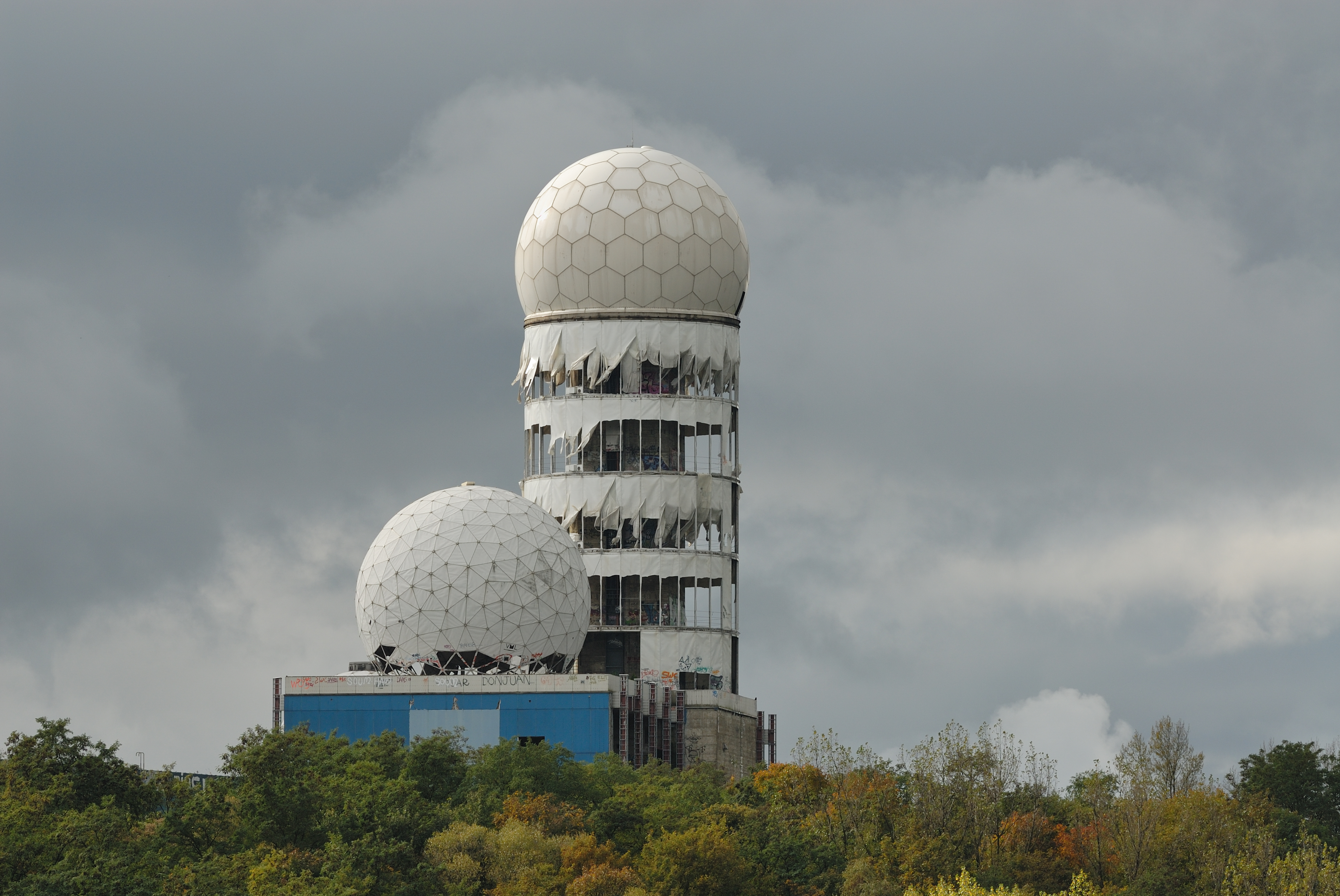
Het afluisterstation in 2009

De Amerikaanse geheime dienst (National Security Agency) bouwde een van haar grootste afluisterstations op de top van de heuvel, als deel van een wereldwijd netwerk, genaamd ECHELON. Vanaf "De heuvel" (The Hill), zoals het bekend was onder de militairen, werd 24 uur per dag gewerkt. De locatie was gelegen in de Britse sector van West-Berlijn. De eerste gebouwen werden eind jaren ’50 gebouwd. Op verzoek van de Amerikanen werden inmiddels aangelegde skiliften verwijderd. Het station was in bedrijf tot de val van de Berlijnse Muur.

### Na de val van De Muur
Vrij snel na de val is de apparatuur verwijderd. In de jaren ’90 kocht een groep van investeerders de gebouwen met de intentie om hotels en appartementen te bouwen, en het idee leefde om er een spionagemuseum van te maken. Dit alles om mee te profiteren van de groei van Berlijn. Het project leed echter verlies, waarna het project stopte. Sindsdien raken de gebouwen in verval.

## Trivia
- De plaats is gebruikt voor filmopnamen, zoals The Gamblers uit 2007, van Sebastian Bieniek.
- Over deze heuvel loopt de Europese wandelroute E11. De E11 loopt van Den Haag naar het oosten, op dit moment de grens Polen/Litouwen.